# Venezuela en los Juegos Parapanamericanos de 2019
Venezuela fue uno de los países que participó en los Juegos Parapanamericanos de 2019 en la ciudad de Lima, Perú. La delegación venezolana estuvo compuesta por 85 deportistas que competían en 12 deportes.

## Resultados favorables[2]
Los resultados finales determinaron que la delegación venezolana se ubicara en la décima posición en el medallero general. Las medallas de oro para la delegación provinieron principalmente del atletismo, donde lograron cinco doradas de las seis conseguidas.
Algunos atletas destacados incluyen:
- Naibys Morillo: Ganó oro y estableció un récord parapanamericano en el lanzamiento de jabalina (categoría F46).

- Edwards Varela: Ratificó su favoritismo en el lanzamiento del disco (clase F37) y batió el récord panamericano.

- Yomaira Cohen: Ganó oro en el lanzamiento de bala (clase F35/36/37) y también estableció un nuevo récord parapanamericano.

- Lisbeli Marina Vera: Se llevó la medalla de oro en los 200 metros femeninos (categoría T47)

Se consiguieron:
- 6 medallas de oro
- 12 medallas de plata
- 16 medallas de bronce

## Deportes[1]
- Atletismo
- Natación
- Levantamiento de potencia
- Tiro
- Judo
- Fútbol 7
- Golbol
- Bádminton adaptado
- Ciclismo
- Taekwondo
- Tenis de mesa
- Tenis en silla de ruedas